# Stenobothrus stigmaticus
Stenobothrus stigmaticus är en insektsart som först beskrevs av Jules Pièrre Rambur 1838.  Stenobothrus stigmaticus ingår i släktet Stenobothrus och familjen gräshoppor.

## Underarter
Arten delas in i följande underarter:
- S. s. ketamensis
- S. s. stigmaticus
- S. s. faberi

## Bildgalleri

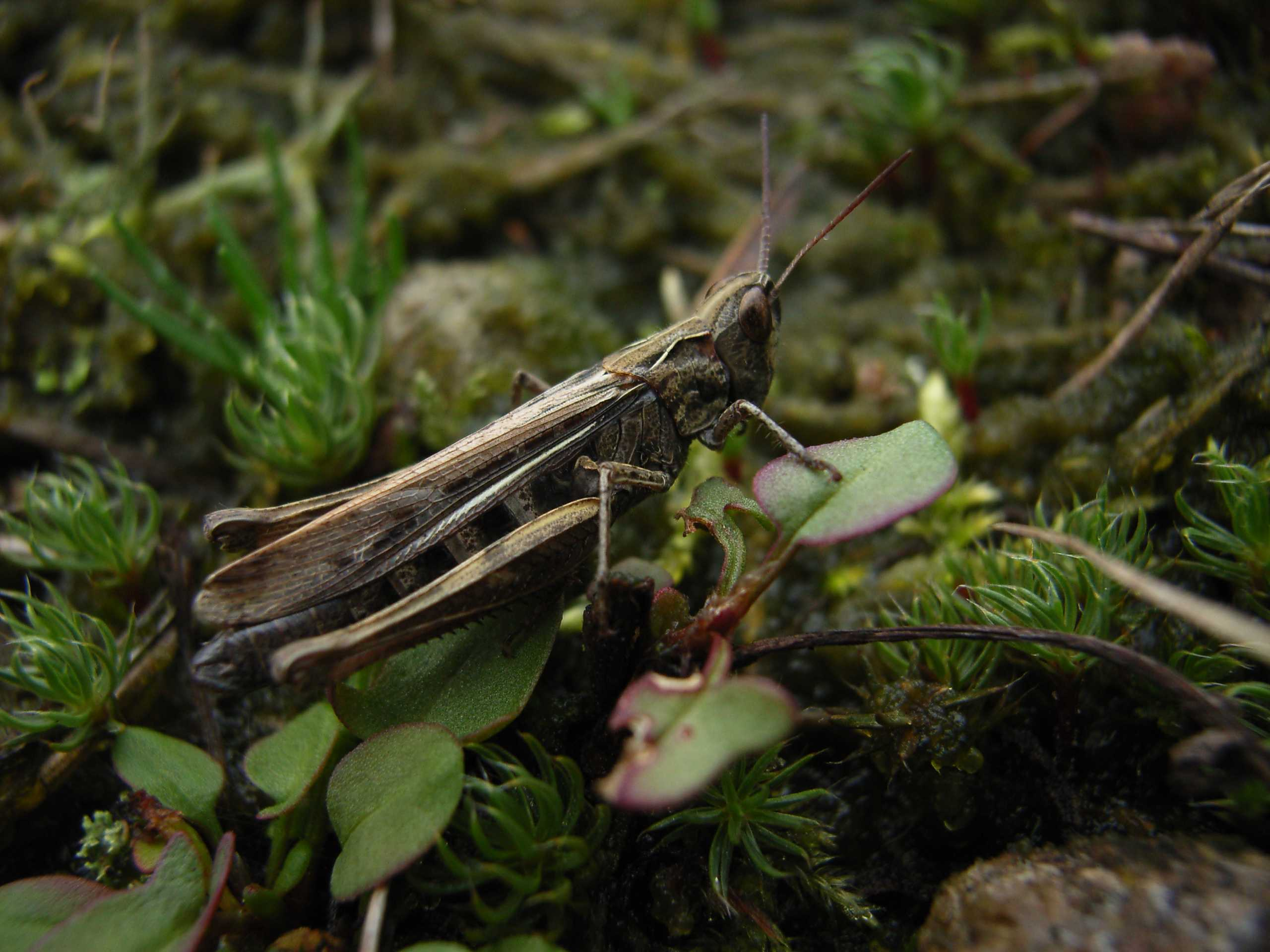
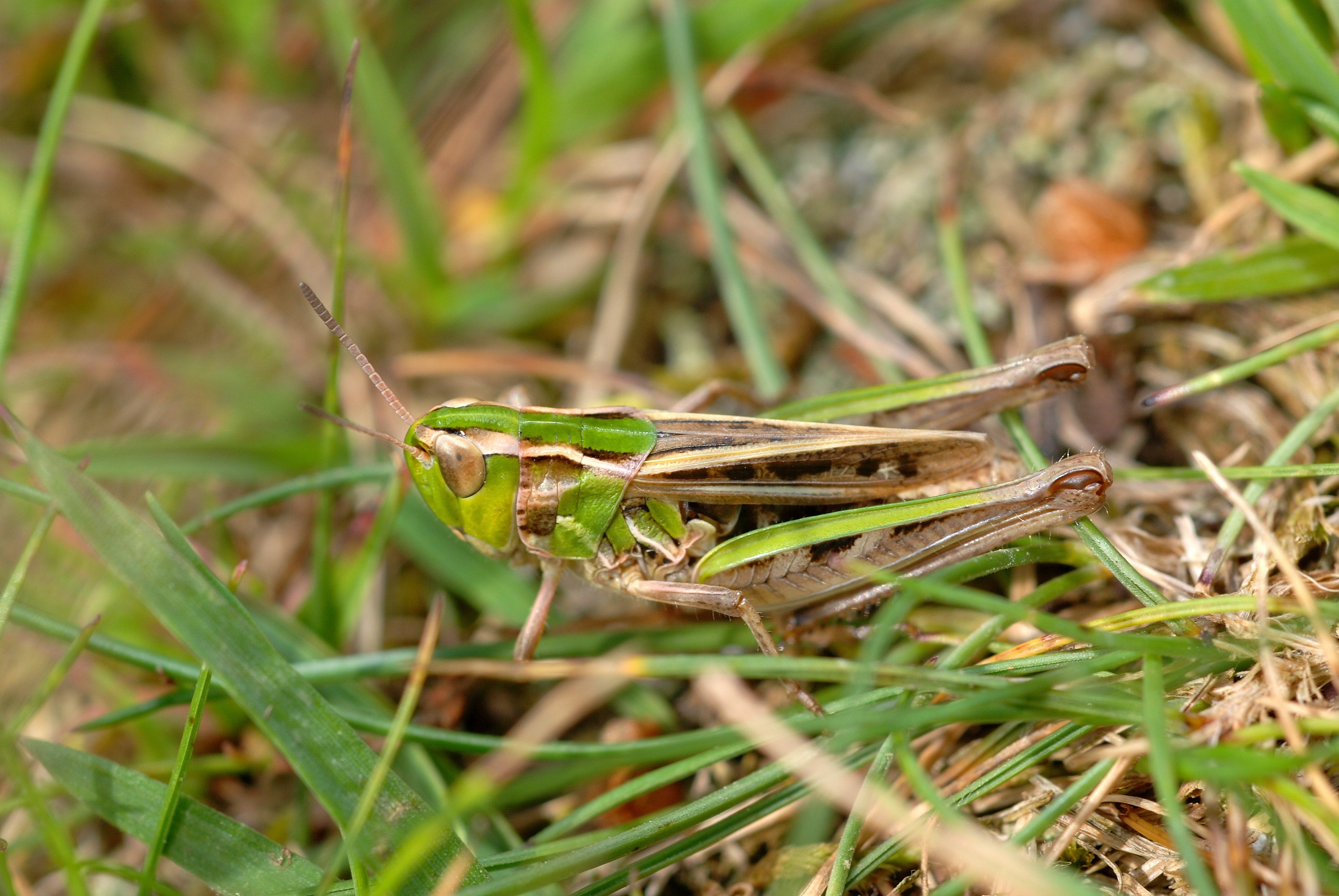
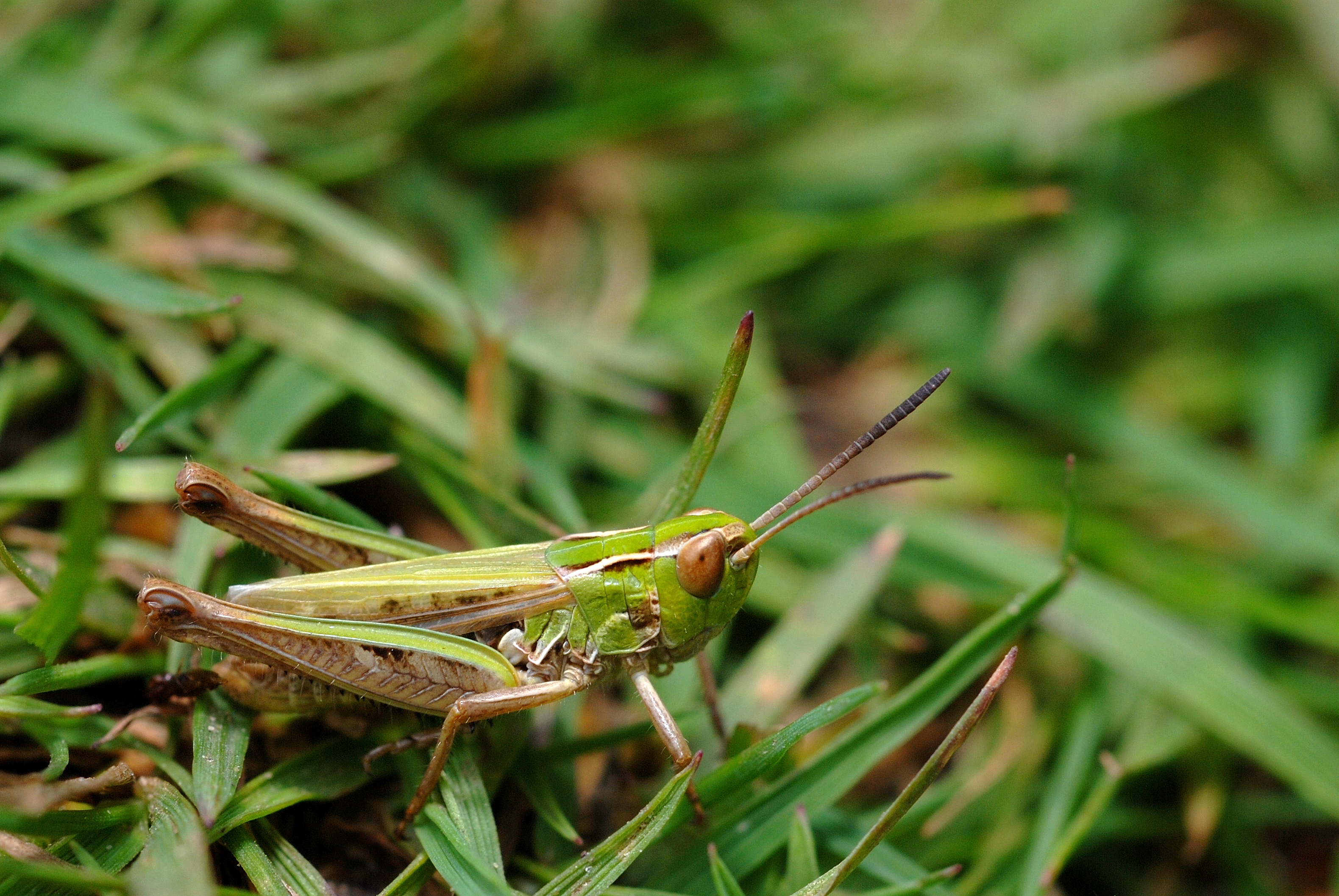